# Zare Lazarevski
Zare Lazarevski (en macédonien Заре Лазеревски) est une station de ski de l'ouest de la Macédoine du Nord. Elle est située près du village de Mavrovo et du lac éponyme, dans la municipalité de Mavrovo et Rostoucha. La station se trouve dans le massif de la Bistra.
Son domaine skiable s'étend entre 1255 et 1860 mètres d'altitude et ses pistes font entre 5 et 10 kilomètres. Elle possède onze téléskis et trois télésièges qui ont ensemble une capacité de 11 100 personnes par heure. Les pistes sont éclairées et les infrastructures restent en marche entre 19 heures et minuit, ce qui offre la possibilité de skier la nuit. La station possède aussi un canon à neige.
Zare Lazarevski compte trois hôtels et propose en hiver du ski alpin, du ski de fond et du snowboard, et en été, de la randonnée pédestre, du VTT, de la pêche, de la chasse, du parapente, du kayak et du ski nautique.
La première remontée mécanique de la station fut construite en 1964.

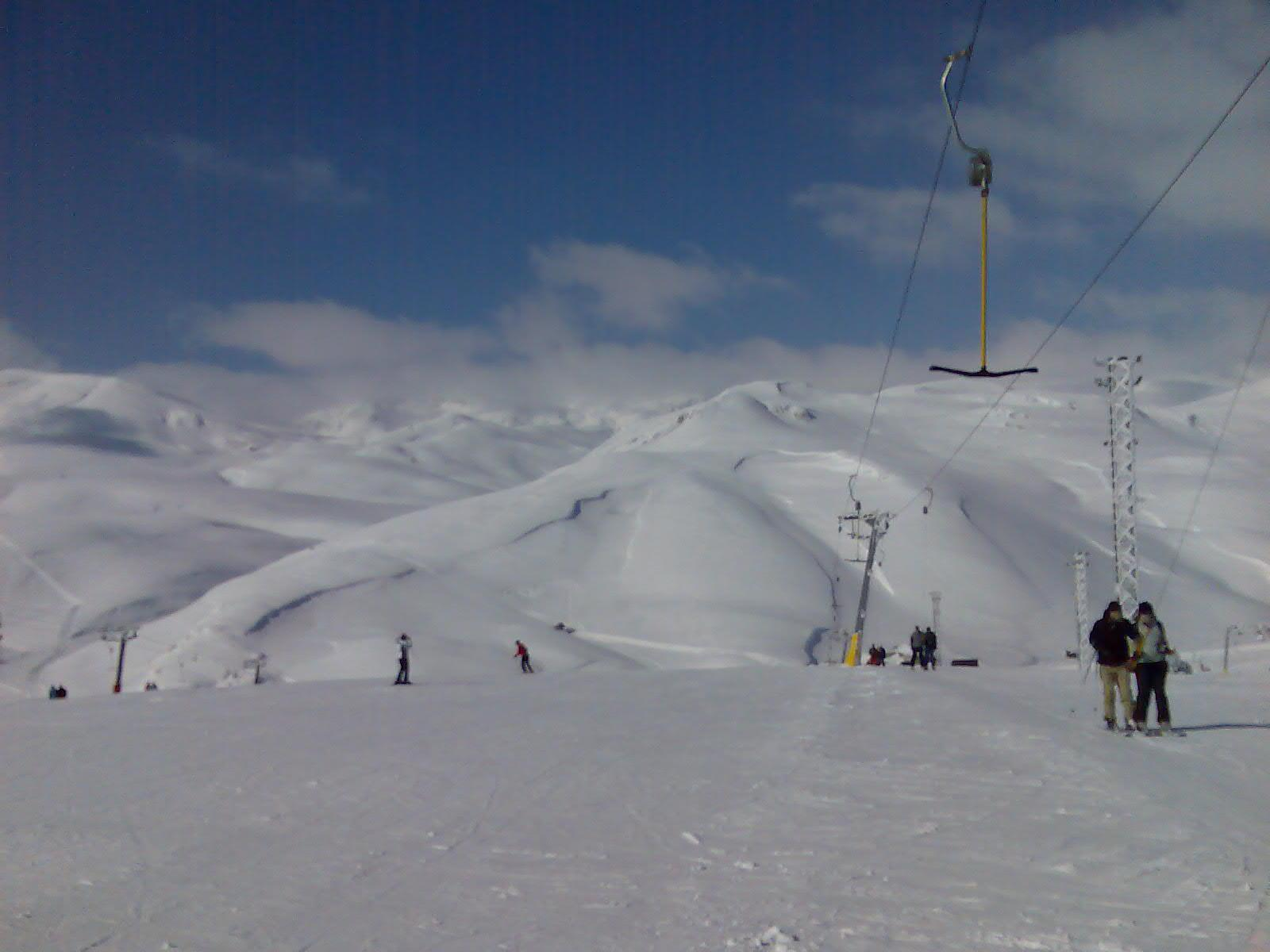
Une remontée mécanique.
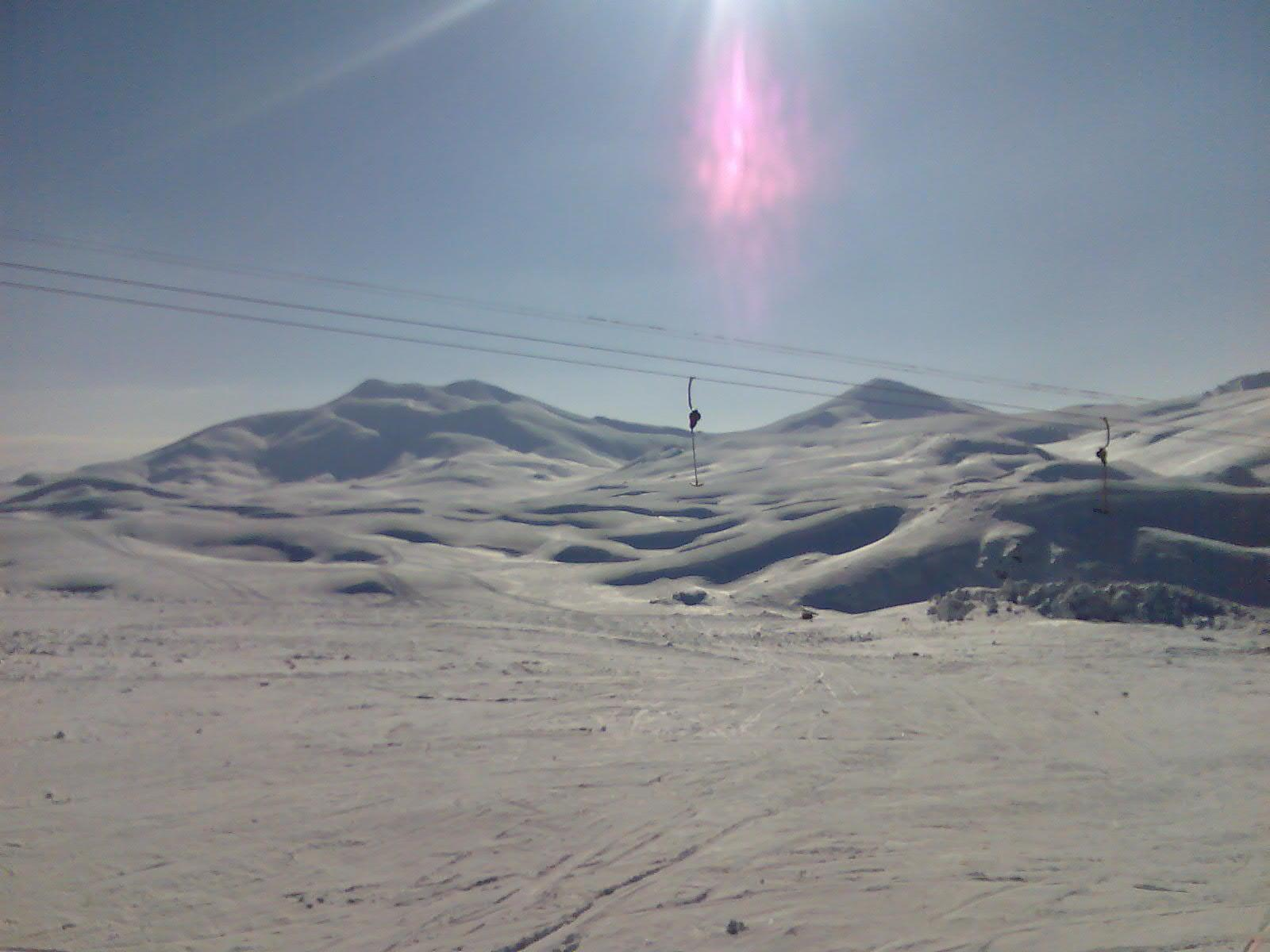
Panorama du domaine.
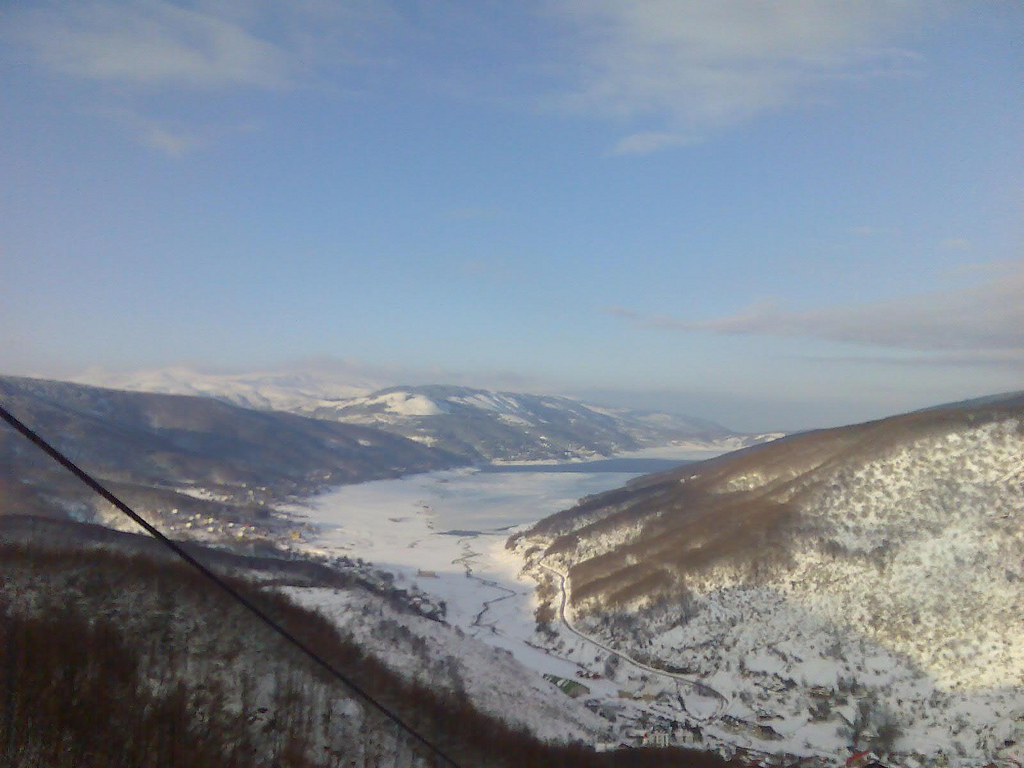
Le lac de Mavrovo en hiver.
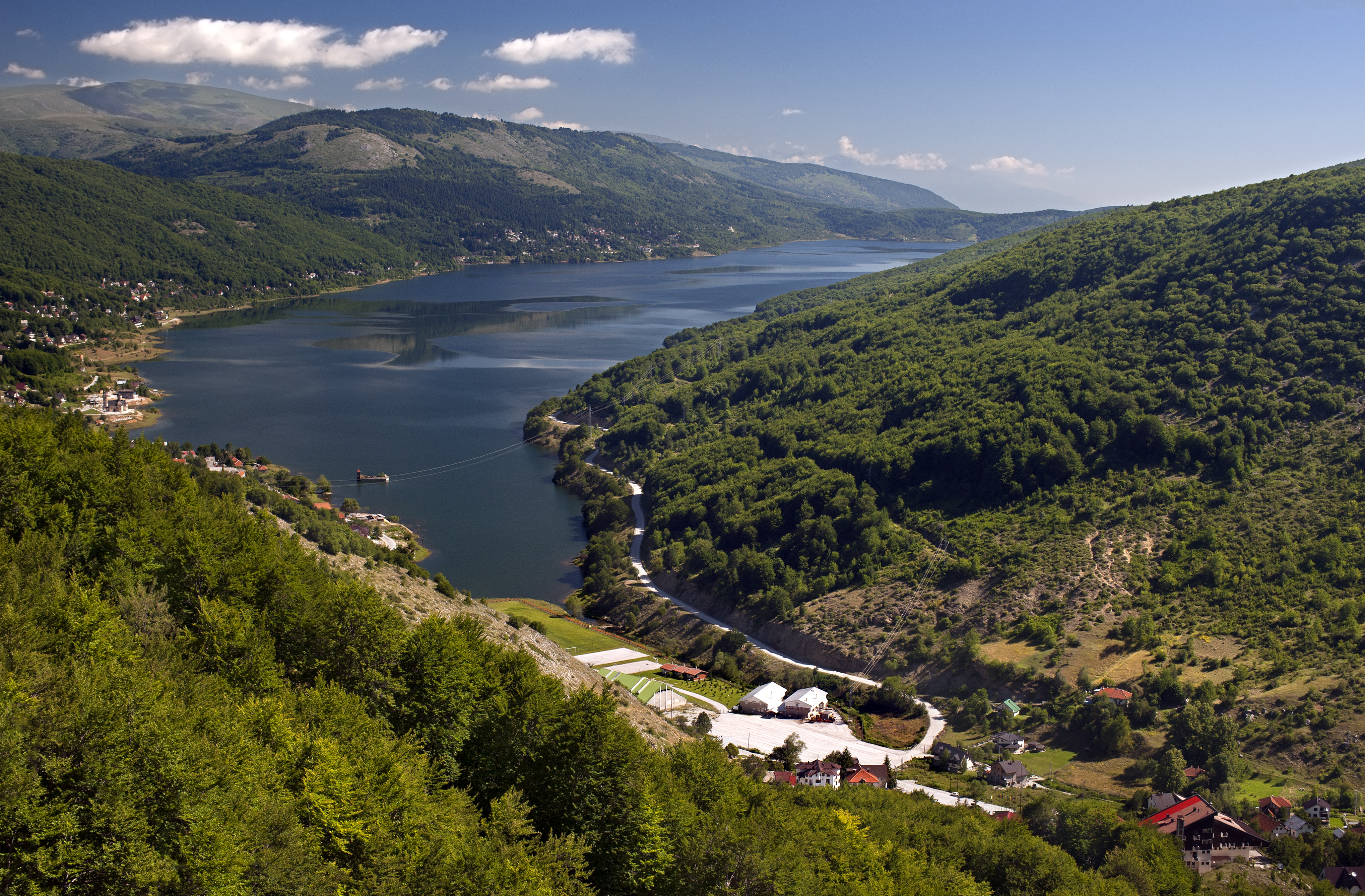
Le lac en été.